# Cyclatemnus globosus globosus
Cyclatemnus globosus globosus es una subespecie de arácnido del orden Pseudoscorpionida de la familia Atemnidae.

## Distribución geográfica
Se encuentra en el sur de África.